# Paris (navire à voiles)
Pour les articles homonymes, voir Paris (homonymie).
Le Paris, en russe : Париж, est un navire à voiles appartenant à la Marine impériale de Russie. Il était le sister-ship du Douze Apôtres (1849) et du Grand-duc Constantin (1852). En service dans la flotte de la mer Noire, il prit part à la bataille de Sinope (30 novembre 1853 contre les Turcs, et à la défense de Sébastopol (1853-1856). Le 28 août 1855, le Paris fut sabordé dans la baie de Sébastopol.

## Histoire
Construit au chantier naval de Nikolaïev, en 1850 le Paris reçut son affectation pour le port de Sébastopol. Entre 1851 et 1852, il entreprit une expédition en mer Noire.
Chargé de la recherche de navires turcs en mer Noire, le Paris, affecté dans l'escadre de l'amiral Kornilov, quitta le port de Sébastopol le 29 octobre 1853. Après des recherches infructueuses, il regagna son port d'attache le 11 novembre. Afin de prêter main-forte à l'escadre de l'amiral Nakhimov lors du blocus de Sinope, le Paris, placé sous les couleurs de l'amiral F.M. Novossilski appareilla du port de Sébastopol. La jonction eut lieu le 16 novembre 1853. Au cours de la bataille de Sinope, le Paris mena l'attaque sur la ligne gauche, il ouvrit le feu sur la corvette turque Damiad et sur la frégate turque Gyuli-Sefid.  Avant de sombrer, les deux navires explosèrent. Le Paris éperonna le navire amiral turc Awni-Allah et incendia le Nizamie. Le Paris reçut seize impacts et ses pertes furent légères : un tué, dix-huit blessés. Il regagna Sébastopol, où il jeta l'ancre le 22 novembre 1853 pour les réparations nécessaires.
Au cours de la Guerre de Crimée, le Paris prit part à la défense de Sébastopol, en 1854. Il fut dépouillé de ses canons pour renforcer l'artillerie côtière. La batterie d'artillerie côtière qui en fut équipée prit le nom de Paris.

## Sabordage duParis
Le 28 août 1855 le Paris fut sabordé à Sébastopol.

## Commandants duParis
- Vladimir Istomine (1850-1854)
- Pavel Alexandrovitch Perelechine (1855)

## Sources
- (ru) windgammers.narod.ru